# Unicert
Das UNIcert-Zertifikatssystem ermöglicht die internationale Sprachausbildung in über 20 Sprachen an durch eine unabhängige Kommission akkreditierten europäischen Hochschulen. Das Ziel von UNIcert ist die Gleichwertigkeit der Sprachausbildung an Hochschulen und ein außerhalb der Hochschulen akzeptiertes Zertifikat zum Nachweis der Fremdsprachenkenntnisse. Das Zertifikat ist dabei an die eigentliche Sprachausbildung gekoppelt, eine Prüfung ist ohne vorherige Ausbildung also nicht möglich. UNIcert ist eine international geschützte Marke im Bildungsbereich.

## Geschichte
Das UNIcert System trat 1992 durch den Arbeitskreis der Sprachenzentren (AKS) unter Beteiligung von Vertretern von Universitäten und Hochschulen in Kraft. Als Motivation diente laut AKS der „Eindruck erhöhter Anforderungen an die Sprachausbildung angesichts der fortschreitenden europäischen Integration und der Internationalisierung praktisch aller Wissenschaftsbereiche“.
2002 konnte mit dem Institut National d’Horticulture in Angers, Frankreich erstmals ein Sprachzentrum außerhalb Deutschlands akkreditiert werden. 2013 erfolgt die Akkreditierung einer Hochschule in Georgien. 2008 wurde das 50.000. UNIcert-Zertifikat ausgestellt, die Marke von 100.000 Zertifikaten konnte im Januar 2015 erreicht werden.

## Niveau-Stufen
Die Niveau-Stufen orientieren sich jeweils an den Stufen des Gemeinsamen europäischen Referenzrahmens für Sprachen (CEFR):
| Niveau        | entspricht CEFR | Beschreibung | Anzahl ausgestellter Zertifikate (Stand: Dezember 2014) |
| ------------- | --------------- | --- | ------------------------------------------------------- |
| UNIcert Basis | A2              | Grundkenntnisse der Sprache | (UNIcert Basis kann Teil von UNIcert I sein)            |
| UNIcert I     | B1              | Ausbaufähige Grundkenntnisse einer Fremdsprache | 34338                                                   |
| UNIcert II    | B2              | (fachspezifische Fachrichtung) – erweiterte Kenntnisse der Sprache (für ein Auslandsstudium notwendige Kenntnisse)                                                   | 29244                                                   |
| UNIcert III   | C1              | (spezifische Fachrichtung möglich) – Kenntnisse, um für ein Auslandsstudium in besonderem Maße gewappnet zu sein (z. B. für Postgraduierten-Studiengänge im Ausland) | 33435                                                   |
| UNIcert IV    | C2              | (spezifische Fachrichtung möglich) – Kenntnisse, die mit einem akademischen Muttersprachler vergleichbar sind                                                        | 2658                                                    |

## Unterricht
Der Unterricht muss laut UNIcert-Rahmenordnung in interaktiven Kleingruppen von max. 25 Teilnehmern stattfinden. Somit sind die Formate Vorlesung und Fernstudium ausgeschlossen. Es werden sowohl mündliche als auch schriftliche Ausdrucksweise sowie Hör- und Leseverstehen gelehrt. Grundsätzlich sollte der Unterricht dem Konzept der Handlungsorientierung folgen. Zertifikate werden ausgegeben, wenn man regelmäßig am Unterricht teilgenommen hat, studienbegleitende Tests (mündlich und schriftlich) absolviert hat und bei UNIcert III oder IV zusätzlich eine Abschlussprüfung (Hörverstehen, Leseverstehen, schriftliche und mündliche Sprachproduktion) besteht. Die genauen Prüfungsabläufe variieren aber von Einrichtung zu Einrichtung.

## Zertifikat
Das Zertifikat wird vom Sprachenzentrum der jeweiligen Hochschule in der Sprache des Landes, in dem es erworben wurde, auf Englisch und in der Sprache, in der man das Zertifikat gemacht hat, ausgestellt. Es enthält die Noten sowie auf der Rückseite eine ausführliche Beschreibung der Kenntnisse des Zertifikatsinhabers. Es gilt bei verschiedenen Hochschulen als Zulassungsvoraussetzung zum Master. 

## Akkreditierung
Institutionen, die UNIcert anbieten wollen, müssen einen Akkreditierungsprozess durchlaufen, der feststellt, ob die Institutionen in der Lage sind, eine moderne internationale Fremdsprachenausbildung anzubieten. Dieser Prozess wird alle drei Jahre wiederholt.

## Mitglieder
In der Mitgliederstruktur von UNIcert findet man sowohl öffentliche als auch private Hochschulen und Universitäten aus dem Inland und dem europäischen Ausland. Es sind ca. 50 Einrichtungen akkreditiert.